# Coleophora albiantennaella
Coleophora albiantennaella é uma espécie de mariposa do gênero Coleophora pertencente à família Coleophoridae.